# Conocephalus japonicus
Conocephalus japonicus är en insektsart som först beskrevs av Ludwig Redtenbacher 1891.  Conocephalus japonicus ingår i släktet Conocephalus och familjen vårtbitare.

## Underarter
Arten delas in i följande underarter:
- C. j. minutus
- C. j. japonicus